# Jean-Baptiste-François Gigot d'Orcy
Jean-Baptiste-François Gigot d’Orcy, né le 8 janvier 1737 à Sens, mort le 10 juin 1793 à Paris, est un entomologiste et minéralogiste français.

## Biographie
En 1788, il est receveur général des finances de la généralité de Châlons-en-Champagne et demeure à Paris, place Vendôme paroisse St-Roch. Il est marié à Madeleine Marie Anne Delamonnoie.
Il crée un important cabinet d'histoire naturelle dans sa demeure de la place Vendôme. Naturaliste et mécène, il fait décrire sa riche collection par Jacques-Louis-Florentin Engramelle et permet la publication d'ouvrages de naturalistes contemporains tels Guillaume-Antoine Olivier. 